# Robert-Magny-Laneuville-à-Rémy
Robert-Magny-Laneuville-à-Rémy là một xã thuộc tỉnh Haute-Marne trong vùng Grand Est đông bắc nước Pháp.